# 大相撲平成22年7月場所
大相撲平成22年7月場所（おおずもうへいせい22ねん7がつばしょ）は、2010年7月11日から7月25日まで愛知県体育館で開催された大相撲本場所。
幕内最高優勝は横綱・白鵬翔（15戦全勝・3場所連続15回目）。

## 場所前の話題など
先場所開催中に週刊誌で「大関・琴光喜が野球賭博に関与して恐喝されていた」と報道されたことに端を発し、琴光喜は解雇処分、当時の理事長・武蔵川親方（第57代横綱・三重ノ海）が謹慎処分を受ける事態に発展。幕内でも同様に野球賭博に関与したとして6名が謹慎休場処分となり、NHKによるテレビ及びラジオの大相撲中継が中止されるなど、異常な状態で場所を迎えた。
詳しくは、大相撲野球賭博問題を参照。　

## 番付・星取表
| 東       | 成績    | 結果   | 番付   | 西       | 成績      | 結果 |
| -------- | ------- | ------ | ------ | -------- | --------- | ---- |
| 白鵬     | 15勝    | 優勝   | 横綱   |          |           |      |
| 把瑠都   | 8勝7敗  |        | 大関   | 日馬富士 | 10勝5敗   |      |
| 琴欧洲   | 10勝5敗 |        | 大関   |          |           |      |
|          |         |        | 大関   | 魁皇     | 6勝5敗4休 |      |
| 稀勢の里 | 7勝8敗  |        | 関脇   | 琴奨菊   | 5勝10敗   |      |
| 白馬     | 4勝11敗 |        | 小結   | 栃ノ心   | 6勝9敗    |      |
| 栃煌山   | 9勝6敗  |        | 前頭1  | 朝赤龍   | 4勝11敗   |      |
| 阿覧     | 11勝4敗 | 敢闘賞 | 前頭2  | 安美錦   | 6勝7敗2休 |      |
| 旭天鵬   | 7勝8敗  |        | 前頭3  | 時天空   | 8勝7敗    |      |
| 豪栄道   | 全休    |        | 前頭4  | 北太樹   | 6勝9敗    |      |
| 豊ノ島   | 全休    |        | 前頭5  | 雅山     | 全休      |      |
| 鶴竜     | 11勝4敗 | 技能賞 | 前頭6  | 豊響     | 全休      |      |
| 若の里   | 9勝6敗  |        | 前頭7  | 德瀬川   | 8勝7敗    |      |
| 若荒雄   | 全休    |        | 前頭8  | 嘉風     | 5勝10敗   |      |
| 霜鳳     | 6勝9敗  |        | 前頭9  | 垣添     | 3勝12敗   |      |
| 猛虎浪   | 8勝7敗  |        | 前頭10 | 土佐豊   | 8勝7敗    |      |
| 豪風     | 6勝9敗  |        | 前頭11 | 高見盛   | 9勝6敗    |      |
| 臥牙丸   | 5勝10敗 |        | 前頭12 | 黒海     | 8勝7敗    |      |
| 豊真将   | 11勝4敗 | 敢闘賞 | 前頭13 | 木村山   | 8勝7敗    |      |
| 玉鷲     | 7勝8敗  |        | 前頭14 | 隠岐の海 | 全休      |      |
| 武州山   | 8勝7敗  |        | 前頭15 | 北勝力   | 8勝7敗    |      |
| 玉飛鳥   | 5勝10敗 |        | 前頭16 | 翔天狼   | 5勝10敗   |      |

## 優勝争い
野球賭博問題による謹慎の影響で幕内の取組の数が減る中、まず抜け出したのが横綱白鵬、大関琴欧洲、平幕の鶴竜、豊真将の4人で、この4人が7連勝と勝ち進んで全勝を守った。
中日に琴欧洲と鶴竜の全勝同士の対戦が組まれ、鶴竜が掬い投げで勝ち、自身初の初日から8連勝とした。これ以後琴欧洲は崩れ、優勝争いから脱落した。鶴竜は翌9日目に同じく全勝の白鵬に挑むも退けられ初黒星。10日目も連敗し大きく後退した。
上位で全勝同士が潰し合う中、幕内下位で連勝を続けていたのが豊真将で、10日目まで破竹の10連勝と絶好調であった。場所前に解雇となった琴光喜以来の平幕優勝の期待が懸かったことになる。11日目以降は上位との対戦が組まれ、11日目に2敗の鶴竜、12日目に琴欧洲と対戦しいずれも敗れた。13日目の関脇稀勢の里戦には勝利するも、翌14日目に德瀬川に敗れた時点で優勝の可能性が潰え、そのまま全勝を続けていた白鵬の3場所連続15回目の優勝が決定した。
白鵬は千秋楽に把瑠都を下して15日制では初となる3場所連続の全勝優勝を成し遂げた。優勝次点は11勝4敗の鶴竜、豊真将と、序盤に4敗するも6日目から全勝した阿覧の3人で、豊真将と阿覧は敢闘賞、鶴竜は技能賞をそれぞれ受賞した。次点力士に4勝差をつけての優勝は15日制定着以降12例目。

## 各段優勝・三賞
- 幕内最高優勝　白鵬　15戦全勝（3場所連続15回目）
  - 殊勲賞：該当者なし
  - 敢闘賞：阿覧（2回目）、豊真将（4回目）
  - 技能賞：鶴竜（5回目）
- 十両優勝　将司　13勝2敗
- 幕下優勝　十文字　7戦全勝
- 三段目優勝　貴斗志　7戦全勝
- 序二段優勝　立野　7戦全勝
- 序ノ口優勝　荒闘司　7戦全勝

## トピック
- 横綱・白鵬が連勝記録を47まで伸ばし、同45の大鵬、同35の朝青龍などを抜いて歴代3位となった。